# Kościół Świętych Cyryla i Metodego w Herczawie
Kościół św. św. Cyryla i Metodego (czes. Kostel svatého Cyrila a Metoděje) – rzymskokatolicki kościół w gminie Herczawa (Hrčava), w kraju morawsko-śląskim w Czechach (w historycznym regionie Śląska Cieszyńskiego). Jest kościołem filialnym parafii Bożego Ciała w Jabłonkowie.
W przeszłości mieszkańcy wsi należeli do parafii rzymskokatolickiej p.w. Dobrego Pasterza w Istebnej i korzystali z kościoła w Jaworzynce, jednak od 1924 roku, kiedy znaleźli się w Czechosłowacji, zostali zmuszeni do korzystania z kościoła w Jabłonkowie (decyzją biskupa wrocławskiego z dnia 30 grudnia 1925 r. wieś włączono oficjalnie do parafii jabłonkowskiej). Ze względu na dużą odległość od Jabłonkowa mieszkańcy podjęli wkrótce budowę własnej świątyni.
Drewniany kościół został wzniesiony w najwyżej położonym miejscu wsi, w roku 1936, według projektu inżyniera J. Dostála, a poświęcony 5 lipca tego roku przez Stanislava Weissmanna. Architekturą nawiązuje on do miejscowych tradycji budownictwa drewnianego. Orientowany, jednonawowy. Korpus konstrukcji zrębowej o wymiarach 13 m x 7 m, z zamkniętym sześciobocznie prezbiterium. Nakryty stromym dachem (obecnie eternitowym) z wieżyczką sygnaturki na kalenicy. We wnętrzu oryginalna, rzeźbiona chrzcielnica – dzieło miejscowego głuchoniemego artysty ludowego Andrzeja Zogaty (Ondřej Zogata) oraz naczynia mszalne – kopie dzieł przechowywanych w mauzoleum Jana A. Komenskiego w Naarden. Pierwotny ołtarz z modrzewiowego drewna, wykonany w Państwowej Szkole Drzewnej w miejscowości Valašské Meziříčí, przeniesiono gdzie indziej. Obraz w ołtarzu, przedstawiający patronów kościoła (malował dr. Stankusz z Orłowej) – jest darem przedwojennej czeskiej Macierzy Oświaty Ludowej.
Po konfiskacie przez hitlerowców w czasie II wojny światowej brązowego dzwonu, w 2006 roku zawieszono tu stalowy dzwonek pochodzący z sygnaturki na polskiej szkole w sąsiednim Bukowcu.